# Cantonul Saint-Sulpice-les-Champs
Cantonul Saint-Sulpice-les-Champs este un canton din arondismentul Aubusson, departamentul Creuse, regiunea Limousin, Franța.

## Comune
| Comune                   | Populație (1999) | Cod poștal | Cod INSEE |
| ------------------------ | ---------------- | ---------- | --------- |
| Ars                      | 252              | 23480      | 23007     |
| Banize                   | 156              | 23120      | 23016     |
| Chamberaud               | 113              | 23480      | 23043     |
| Chavanat                 | 131              | 23250      | 23060     |
| Le Donzeil               | 160              | 23480      | 23074     |
| Fransèches               | 241              | 23480      | 23086     |
| Sous-Parsat              | 149              | 23150      | 23175     |
| Saint-Avit-le-Pauvre     | 76               | 23480      | 23183     |
| Saint-Martial-le-Mont    | 265              | 23150      | 23214     |
| Saint-Michel-de-Veisse   | 161              | 23480      | 23222     |
| Saint-Sulpice-les-Champs | 383              | 23480      | 23246     |